# Indotyphlops porrectus
Indotyphlops porrectus är en ormart som beskrevs av Stoliczka 1871. Indotyphlops porrectus ingår i släktet Indotyphlops och familjen maskormar. Inga underarter finns listade i Catalogue of Life.
Denna orm förekommer i Indien, östra Pakistan, Myanmar, nordvästra Thailand och troligtvis i Bangladesh.  Den lever i låglandet och i bergstrakter upp till 1500 meter över havet. Arten vistas i skogar och på odlingsmark. Indotyphlops porrectus gräver i lövskiktet och i det översta jordlagret. Honor lägger ägg.
För beståndet är inga hot kända. IUCN listar arten som livskraftig (LC).